# Rohstofflager
Das Rohstofflager (eröffnet am 22. März 1997, geschlossen am 19. September 2010) war einer der bekanntesten Zürcher Techno-Clubs.
Als Vorbild nahmen die Gründer die legendären House-Clubs Loft (New York) und Warehouse (Chicago). Neben den House & Techno-Parties an Samstagen, wurden freitags durch das Label Flatground Hiphop-Parties und Drum & Bass-Parties veranstaltet. So war der erste Standort das ehemalige Rohstofflager der Seifenfabrik Steinfels in Zürich-West. Den wichtigsten Anspruch sahen die Organisatoren darin, dass die Einrichtung die rustikale Bausubstanz unterstützt und nicht mit ihr konkurriert. Man hat versucht, die charakteristische Atmosphäre der Lagerhalle ins Design mit einzubeziehen.
Am 1. April 2000 wechselte das Rohstofflager die Örtlichkeit. In der Nähe des Bahnhofs Oerlikon führten die Betreiber das bisherige Konzept in der ehemaligen Produktionshalle der Batteriefabrik Accu weiter, wiederum in einer Industriehalle mit dem typischen Warehouse-Charakter. Am 1. März 2003 eröffnete das Rohstofflager erneut seine Tore an einem neuen Standort. Wieder zurück im Kreis 5 im alten Toni-Areal in direkter Nachbarschaft mit der Tonimolkerei, das von denselben Organisatoren betrieben wurde. Am 18. September 2010 führte das Rohstofflager die letzte Party durch, bevor es am 19. September schliessen musste.